# Deportivo Táchira
Deportivo Táchira Fútbol Club – wenezuelski klub piłkarski założony 11 stycznia 1974, z siedzibą w mieście San Cristóbal, leżącym w stanie Táchira.

## Osiągnięcia
- Mistrz Wenezueli (11): 1979, 1981, 1984, 1986, 1999/2000, 2007/08, 2010/11, 2014/15, 2021, 2023, 2024.
- Wicemistrz Wenezueli (9): 1982, 1985, 1986/87, 1987/88, 1989/90, 1998/99, 2003/04, 2009/10, 2020.
- Udział w Copa Libertadores (26): 1980, 1982, 1983, 1985, 1987, 1988, 1989, 1991, 2000, 2001, 2004, 2005, 2006, 2007, 2009, 2010, 2011, 2012, 2015, 2016, 2017, 2018, 2020, 2021, 2022, 2024.

## Historia
W roku 1970 urodzony we Włoszech Gaetano Greco założył w San Cristóbal klub o nazwie Juventus (na cześć słynnego klubu z Turynu).
W roku 1974 Greco zauważył, że w stanie Táchira nie ma ani jednego klubu zawodowego. Postanowił zatem na bazie amatorskiego klubu Juventus założyć klub zawodowy i 11 stycznia dwunastu ludzi założyło klub o nazwie San Cristóbal Futbol Club, który jeszcze przed przystąpieniem do rozgrywek ligi wenezuelskiej zmienił nazwę na Deportivo San Cristóbal FC. Na początku większość piłkarzy nowego klubu wywodziła się z amatorskiego Juventusu. Niebiesko-białe barwy nowego klubu przyjęto na wzór reprezentacji Włoch.
W styczniu 1975 roku klub zmienił barwy na złoto-czarne, ponieważ taki kolor lepiej kojarzył się ze stanem Táchira. Ponadto barwy te forsował urugwajski trener José "Pocho" Gil, gdyż przypominały mu one jego ulubiony klub, Peñarol. W 1978 roku klub zmienił nazwę na Deportivo Táchira FC.
Debiut w pierwszej lidze w 1978 roku nie był olśniewający - dopiero 9. miejsce. Ale już w następnym roku klub sięgnął po najwyższe trofeum - mistrzostwo Wenezueli.
W 1986 roku z powodów finansowych doszło do zmiany nazwy klubu na Unión Atlético Táchira (na ogół używano skrótu UAT), jednak po mistrzowskim sezonie 1998/99 klub powrócił do poprzedniej nazwy.